# Biserica de lemn din Petroșani, Cartier Sălătruc

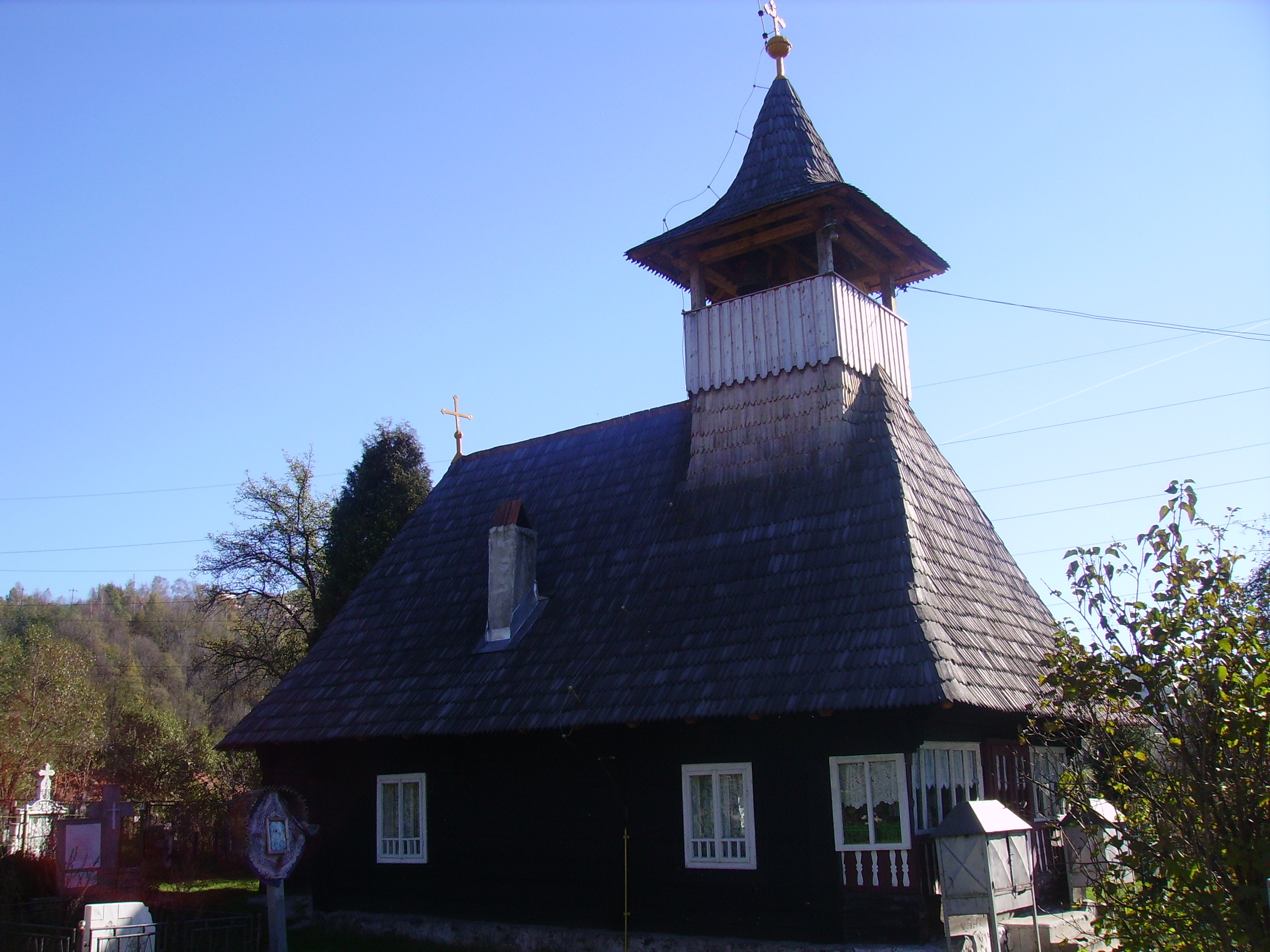
Biserica de lemn „Sfântul Mare Mucenic Gheorghe” din Cartierul Sălătruc al municipiului Petroșani, județul Hunedoara, foto: octombrie 2007.

Biserica de lemn din Cartierul Sălătruc, oraș Petroșani, județul Hunedoara a fost ridicată în 1788. Are hramul „Sfântul Mare Mucenic Gheorghe”. În ciuda vechimii sale și a măiestriei lucrului în lemn biserica nu se află pe noua listă a monumentelor istorice.

## Istoric și trăsături
În cartierul Sălătruc (cătun distinct odinioară) al municipiului Petroșani se înalță o  bisericuță de lemn, cu hramul „Sfântul Mare Mucenic Gheorghe”, ridicată, probabil, în anii 1788-1790. Pereții înscriu același traseu dreptunghiular clasic, cu absida pentagonală, ușor decroșată; pronaosul, suprapus de o clopotniță scundă, este precedat de un mic privdor închis. Dacă la acoperiș s-a folosit țigla, coiful piramidal al clopotniței este învelit în tablă. În 1981, lăcașul a fost tencuit la interior și repictat de Petru Iacobescu din Timișoara, sacrificându-se astfel puținele fragmente murale, încă vizibile, datorate zugravului Simion din Pitești; crucea-pomelnic a ctitorilor și icoanele împărătești, atribuite aceluiași artist muntean, au fost înstrăinate. Probabil o înaintașă a sa figurează în conscripția din anul 1750 în dreptul satului „Szurduk Zsij”, încorporat, actualmente, în municipiul Petroșani.